# Helen Oxenbury
Helen Oxenbury est une autrice et illustratrice de littérature jeunesse, née en Angleterre en 1938.

## Biographie
Helen Oxenbury a étudié à Londres dans des écoles d'art prestigieuses comme la Ipswich School of Art ou la Central School of Arts and Crafts.
En 1960, elle commence sa vie professionnelle en créant des décors de théâtre à Colchester en Angleterre, puis à Tel-Aviv en Israël en 1961.
En 1964, elle se marie à John Burningham, qu'elle a rencontré à la Central School of Arts and Crafts, et avec qui elle aura trois enfants.
Son premier livre, Numbers of Things, est publié en 1968 aux États-Unis.
Dans les années 1980, Helen Oxenbury crée Léo et Popi, œuvre adaptée par Marie-Agnès Gaudrat pour le magazine Popi édité par Bayard Jeunesse.
Sa carrière sera récompensée à maintes reprises. Elle est lauréate à deux reprises de la Médaille Kate Greenaway, en 1969 et en 1999. En 1992, elle reçoit le British Book Award dans la catégorie Illustrated Children's Book of the Year.
En 2018, pour l'ensemble de sa carrière, elle reçoit, en même temps que son époux John Burningham,
le Booktrust Lifetime Achievement Award.
En 2020, elle est l'artiste sélectionnée pour représenter son pays, le Royaume-Uni, pour le Prix Hans-Christian-Andersen, dans la catégorie Illustration, prix international danois.

## Prix et distinctions
- Médaille Kate Greenaway 1969[3] pour  ses illustrations de The Dragon of an Ordinary Family et de The Quangle Wangle’s Hat
- Prix Sorcières 1990[5] catégorie Album, pour La Chasse à l’ours, texte de Michael Rosen
- British Book Award 1992 dans la catégorie Illustrated Children's Book of the Year[4]
- Prix Sorcières 1996[5] catégorie Tout-Petits, pour Très, très fort !, texte de Trish Cooke
- Médaille Kate Greenaway 1999[3] pour  ses illustrations de Alice’s Adventures in Wonderland (texte de Lewis Carroll
- Finaliste Médaille Kate-Greenaway 2013[6] pour ses illustrations de King Jack and the Dragon (texte de Peter Bently)
- Finaliste Médaille Kate-Greenaway 2016[7] pour ses illustrations de Captain Jack and the Pirates   (texte de Peter Bently)
- Booktrust Lifetime Achievement Award 2018[1] pour l'ensemble de sa carrière.
- Sélection pour le Prix Hans-Christian-Andersen 2020[2], catégorie Illustration.